# Halidaya aurea
Halidaya aurea är en tvåvingeart som beskrevs av Egger 1856. Halidaya aurea ingår i släktet Halidaya, och familjen parasitflugor. Arten har ej påträffats i Sverige.